# Павлов, Валентин Ефимович
Валентин Ефимович Па́влов (1905—1986) — советский кинооператор. Заслуженный деятель искусств РСФСР (1950). Лауреат трёх Сталинских премий (1942, 1948, 1951).

## Биография
Родился 21 октября (3 ноября) 1905 года. В 1930 году окончил ГТК. В кино с 1929 года. Его разные по жанрам и стилистике работы объединяет понимание авторского замысла. Тонкое ощущение фактуры снимаемого материала обусловило выразительность операторских решений в широком творческом диапазоне. Успешно сотрудничал с режиссёром И. А. Пырьевым, а также с другими мастерами. Член ВКП(б) с 1948 года.
Умер 17 января 1986 года. Похоронен в Москве на Хованском кладбище.

## Фильмография
- 1933 — Одна радость
- 1934 — Весенние дни
- 1935 — Вражьи тропы (совместно с Н. Н. Власовым)
- 1937 — На Дальнем Востоке
- 1939 — Степан Разин
- 1940 — Любимая девушка
- 1941 — Свинарка и пастух
- 1942 — Секретарь райкома
- 1944 — В 6 часов вечера после войны
- 1946 — Беспокойное хозяйство и Наше сердце (совместно с С. Ураловым)
- 1948 — Сказание о земле Сибирской
- 1949 — Кубанские казаки
- 1954 — Испытание верности
- 1956 — Пролог (совместно с Б. А. Петровым)
- 1958 — Идиот
- 1959 — Белые ночи
- 1961 — Наш общий друг
- 1964 — Негасимое пламя (совместно с Н. И. Большаковым)
- 1965 — Спящий лев
- 1968 — Там, за окошком, лето
- 1969 — У Лукоморья (к/м)

## Награды и премии
- Сталинская премия второй степени (1942) — за фильм «Свинарка и пастух» (1941)[1]
- Сталинская премия первой степени (1948) — за фильм «Сказание о земле Сибирской» (1948)[2]
- Сталинская премия второй степени (1951) — за фильм «Кубанские казаки» (1949)
- заслуженный деятель искусств РСФСР (06.03.1950)
- орден Ленина (15.09.1948)
- орден Красной Звезды (14.04.1944)
- медали